# William (Fußballspieler)
William (* 3. April 1995 in Pelotas; voller Name William de Asevedo Furtado) ist ein brasilianischer Fußballspieler. Der Rechtsfüßer wird vorwiegend als Rechtsverteidiger eingesetzt, alternativ auch als Rechtsaußen.

## Karriere
William startete seine Laufbahn in den Jugendmannschaft des EC Juventude und SC Internacional. Bei zweitem schaffte er auch den Sprung in die erste Mannschaft. Am 15. März 2015 bestritt er sein erstes Spiel als Profi. In der Staatsmeisterschaft von Rio Grande do Sul gegen den Grêmio Esportivo Brasil lief er von Beginn an auf. Schon zwei Monate später gab er sein Debüt auf internationaler Klubebene. In der Copa Libertadores 2015 spielte er am 7. Mai im Achtelfinale gegen Atlético Mineiro. Sein erstes Spiel in der Série A bestritt der Spieler am 31. Mai 2015 gegen den FC São Paulo.
Am 24. Januar 2017 wurde bekannt, dass der VfL Wolfsburg William verpflichten will. Der Präsident von Internacional wolle den Spieler in jedem Fall verkaufen, da William wechseln will. Der VfL hatte vier Millionen Euro für den Spieler geboten. Internacional verlangte hingegen sechs Millionen. Der Klub musste für 2017 mit weniger Einnahmen aus Fernseh- und Eintrittsgeldern rechnen, nachdem er am Ende der Série A 2016 erstmals absteigen musste (nach der Zählung ab 1971). Am 15. Juni 2017 unterschrieb William schließlich doch beim VfL Wolfsburg. Sein Vertrag bei den Wölfen läuft bis 2022. Bis zu seinem Wechsel nach Deutschland bestritt William 104 Pflichtspiele in verschiedenen Wettbewerben (6 Copa Libertadores, 61 Série A, 2 Série B, 14 Copa do Brasil, 31 Staatsmeisterschaft von Rio Grande do Sul und 4 in der Primeira Liga do Brasil 2016).
Am 22. Dezember 2018, dem 17. Spieltag der Saison 2018/19, erzielte William für Wolfsburg beim 3:2-Auswärtssieg gegen den FC Augsburg seinen ersten Bundesligatreffer.
Nachdem William unter dem Cheftrainer Oliver Glasner an den ersten 18 Spieltagen der Saison 2020/21 nur zu zwei Einwechslungen gekommen war, wechselte er Ende Januar 2021 bis zum Saisonende auf Leihbasis zum Ligakonkurrenten FC Schalke 04. Er kam bis zum Saisonende auf 8 Bundesligaeinsätze (7-mal von Beginn) und stieg mit dem Verein in die 2. Bundesliga ab. Anschließend kehrte er nach Wolfsburg zurück. Im März 2022 gab der Verein bekannt, dass sein im Sommer 2022 auslaufender Vertrag nicht verlängert wird. William kehrte dann auf eigenen Wunsch in seine Heimat Brasilien zurückkehren.
Im Dezember wurde bekannt, dass der Cruzeiro EC aus Belo Horizonte William unter Vertrag genommen hat. Der leistungsbezogene Kontrakt erhielt eine Laufzeit bis Jahresende 2023. Im Anschluss erhielt er eine Verlängerung um ein Jahr. Mit Cruzeiro erreichte er das Finale der Copa Sudamericana 2024. In diesem musste man sich dem Racing Club de Avellaneda aus Argentinien mit 3:1 geschlagen geben.

## Nationalmannschaft
Für die Olympischen Sommerspiele 2016 wurde William in den Kader der U-23 Mannschaft berufen. Er kam zu drei Einsätzen und gewann mit der Mannschaft die Goldmedaille.

## Erfolge
Nationalmannschaft
- Olympische Sommerspiele 2016: Gold

Internacional
- Campeonato Brasileiro Sub-20: 2013
- Copa do Brasil Sub-20: 2014
- Staatsmeisterschaft von Rio Grande do Sul: 2015
- Recopa Gaúcha: 2016

Auszeichnungen
- Bola de Prata: Auswahlmannschaft Série A 2024[10]